# Rihards Kozlovskis
Rihards Kozlovskis (26. maj 1969) er en lettisk jurist og den nuværende lettiske indenrigsminister. Kozlovskis repræsenterer Zatlera Reformu partija og er medlem af partiets bestyrelse.
Kozlovskis har fået sin uddannelse ved Rigas 69. mellemskole, Murjāņu Sportinternatskole, Letlands Sportpædagogiske Akademi (1987—1993; som sportpædagog) og Letlands Universitet (1995—2003; som jurist). Kozlovskis udnævntes til Officer af Viestursordenen den 15. marts 2007.
I 1991 arbejdede Kozlovskis som underinspektør ved en politibataljon, og virkede også som inspektør ved regeringens sikkerhedstjeneste, Afdelingen for sikring af Letlands økonomiske suverænitet (SEVAD), samt vicechef og oberst i sikkerhedspolitiets hovedkvarter fra 1996 til 2005. Dernæst var han rådgiver for forsvarsministeriet. Senere arbejdede Kozlovskis som jurist for virksomheden BBF Consulting. I 2011 opstillede Kozlovskis som kandidat for Zatlera Reformu partija i Vidzemes valgdistrikt til valget af den 11. Saeima, men det lykkedes ikke at blive indvalgt. Den 25. oktober 2011 udnævntes han til at være Letlands indenrigsminister i Valdis Dombrovskis' tredje regering.